# Enoploides italicus
Enoploides italicus is een rondwormensoort uit de familie van de Thoracostomopsidae.